# Marius Bilașco
Marius Ioan Bilașco (ur. 13 lipca 1981 w Syhocie Marmaroskim), rumuński piłkarz grający na pozycji napastnika. Od lata 2012 roku zawodnik klubu Rapid Bukareszt. Pięciokrotny reprezentant kraju.